# Juan Izquierdo (dominico)
Juan Izquierdo (Torralba de Ribota, ? - 30 de septiembre de 1585), fue un religioso dominico que ocupó el obispado de Tortosa.

## Biografía

### Vida religiosa
Profesó en los dominicos del convento de San Pedro Mártir de Calatayud. 
Obtuvo varios cargos en su orden: prior, provincial en 1545 y 1562 y vicario general en 1550.
Posteriormente se trasladó a Tortosa para participar en la dirección del recientemente creado colegio de San Jaime y de San Matías para la formación de teólogos dominicos y fue nombrado lector de la catedral.

### Episcopado
Nombrado obispo de Tortosa en 1573, tomó posesión el 26 de julio de 1574. 
Convocó sínodo en 1775, cuyas constituciones fueron publicadas por el obispo Alfonso Márquez de Prado. 
Mandó construir la iglesia de Santo Domingo en Tortosa.
Murió el 30 de septiembre de 1585 en Tortosa, y fue sepultado en el altar mayor de la iglesia de Santo Domingo.